# Acochlidium
Acochlidium is een geslacht van weekdieren uit de klasse van de Gastropoda (slakken).

## Soorten
- Acochlidium amboinense Strubell, 1892
- Acochlidium bayerfehlmanni Wawra, 1980
- Acochlidium fijiense Haynes & Kenchington, 1991